# Хехлер, Хорст
Хорст Хехлер (нем. Horst Hächler; род. 12 марта 1926, Гамбург) — немецкий актёр, сценарист, кинорежиссёр
 и кинопродюсер.

## Биография
Хехлер начинал актёром Гамбургского камерного театра, где он проработал с 1945 по 1948 годы. Дебютом в кино стала небольшая роль в фильме Хельмута Койтнера «Яблоко упало» (1948). Хехлер продолжил сотрудничество с Койтнером и работал у него ассистентом режиссёра в 1952—1953 годах.
В качестве режиссёра Хехлер дебютировал фильмом «Любовь» по роману Вики Баум «Осторожно, косули». В главной роли в фильме снялась Мария Шелл, на которой Хехлер женился в 1957 году. В 1962 году у них родился сын Оливер. Брак был расторгнут в 1965 году.
Потерпев неудачу с экранизацией романа Вернера Хельвига «Браконьеры в Элладе», Хехлер основал собственную продюсерскую компанию TV 13. В 1973 году Хехлер учредил кинокомпанию CTV 72, на которой режиссёр экранизировал несколько романов Людвига Гангхофера.

## Фильмография
| - 1948: Яблоко упало / Der Apfel ist ab - 1950: Epilog — Das Geheimnis der Orplid - 1953: Любимая жизнь / Geliebtes Leben - 1953: Последний мост / Die letzte Brücke - 1954: Людвиг II: Блеск и падение короля / Ludwig II. — Glanz und Elend eines Königs | - 1954: Herr über Leben und Tod - 1956: Liebe - 1959: Браконьеры в Элладе / Raubfischer in Hellas - 1963: Смерть в Рио / Mord in Rio - 1977: Waldrausch - 1983: Laß das, ich haß das |

### Продюсер
| - 1971: Hausfrauen-Report - 1971: L’ochhio nel labirinto - 1971: Ehemänner-Report / Seitensprung-Report - 1971: Hausfrauenreport 2. Teil - 1972: Blutjung und liebeshungrig - 1972: Печать Дьявола 2 / Hexen — geschändet und zu Tode gequält - 1972: Hausfrauen-Report III - 1972: Hausfrauenreport international - 1973: Matratzentango - 1973: Замок Губертус / Schloß Hubertus - 1973: Hausfrauenreport 4. Teil - 1973: Ниночка тоже снимает свои трусики / Auch Ninotschka zieht ihr Höschen aus - 1974: Magdalena — vom Teufel besessen - 1974: Der Jäger von Fall | - 1974: Zwei himmlische Dickschädel - 1975: Monika und die Sechzehnjährigen - 1975: Der Edelweißkönig - 1976: Das Schweigen im Walde - 1976: Anita Drögemöller und die Ruhe an der Ruhr - 1977: Waldrausch - 1978: Das Wirtshaus der sündigen Töchter - 1979: Zum Gasthof der spritzigen Mädchen - 1979: Kesse Teens und irre Typen - 1980: Der Kurpfuscher und seine fixen Töchter - 1981: Frankfurt Kaiserstraße - 1982: Randale - 1983: Laß das, ich haß das |

### Сценарии
- 1954: Herr über Leben und Tod
- 1969: Der Mann mit dem goldenen Pinsel
- 1977: Waldrausch